# (35364) Donaldpray
(35364) Donaldpray est un astéroïde de la ceinture principale.

## Description
(35364) Donaldpray est un astéroïde de la ceinture principale. Il fut découvert le 21 octobre 1997 à l'observatoire d'Ondřejov par Petr Pravec. Il présente une orbite caractérisée par un demi-grand axe de 2,25 UA, une excentricité de 0,08 et une inclinaison de 6,3° par rapport à l'écliptique.

## Compléments